# NGC 7469
NGC 7469 is een balkspiraalstelsel in het sterrenbeeld Pegasus. Het ligt ongeveer 226 miljoen lichtjaar van de Aarde verwijderd en werd op 12 november 1784 ontdekt door de Duits-Britse astronoom William Herschel. NGC 7469 interageert met het sterrenstelsel IC 5283.

## Synoniemen
- UGC 12332
- IRAS 23007+0836
- MCG 1-58-25
- Arp 298
- ZWG 405.26
- KCPG 575A
- PGC 70348